# Ханські мови
Ханські мови (кор. 한어; 韓語) або Самханські мови (кор. 삼한어; 三韓語) — гілка стародавніх корейських мов, яка належить до не-когурьоських корейських мов, якими колись спілкувалися на півдні Корейського півострова.
Ханськими мовами розмовляли у конфедераціях Махан, Пьонхан та Чінхан. Розмір гілки ханських мов невідомий. Загальноприйнято, що він включає в себе сілланську мову і може також включати в себе мову Пекче. Сучасні корейська (та чеджуська мови) належать до ханської гілки корейської мовної сім'ї.